# Cryptocoryne noritoi
Cryptocoryne noritoi là một loài thực vật có hoa trong họ Ráy (Araceae). Loài này được Wongso mô tả khoa học đầu tiên năm 2005.